# Adolfo Luxúria Canibal
Adolfo Luxúria Canibal (Luanda, 25 de Dezembro de 1959), de nome de baptismo Adolfo Augusto Martins da Cruz Morais de Macedo, é um advogado, músico e poeta português, conhecido como vocalista dos Mão Morta.

## Biografia
Adolfo nasceu em Luanda mas cresceu entre Vieira do Minho e Braga. No ano de 1978 foi estudar Direito para Lisboa onde viveu até 1999.
Adolfo Luxúria Canibal é, desde 1984, letrista e vocalista do grupo Mão Morta, depois de ter estado em grupos como Bang-Bang (1981), Auaufeiomau (1981-1984) e PVT Industrial (1984).
Encenou e actuou em performances e espectáculos multimédia como Rococó, Faz o Galo (1983), Dos Gatos Brancos que Jazem Mortos na Berma do Caminho de Ferro (1983), Labiu e a Pulga Amestrada (1984) e mais tarde em Müller no Hotel Hessischer Hof (1997). Apareceu como ator em Maldoror (2007), encenado por António Durães e na peça Eis o Homem! da companhia Mundo Razoável, encenada por Marta Freitas (2013). Fez espetáculos de spoken word, a solo (1999) ou com António Rafael (desde 2004), sob a designação de Estilhaços. Com João Martinho Moura e Miguel Pedro concebeu a performance de arte digital Câmara Neuronal para a exposição FrameArt da  Capital Europeia da Cultura - Guimarães 2012. Participou na concepção colectiva e actuou, com os Mão Morta, José Mário Branco, Fernando Lapa, Amélia Muge e Pacman, no musical Então Ficamos..., espectáculo de comunidade de encerramento da Capital Europeia da Cultura - Guimarães 2012 encenado por António Durães. Com António Rafael concebeu, gravou e interpretou ao vivo a banda sonora para a instalação The Wall of Pleasure do artista plástico Tiago Estrada na Rooster Gallery, em Nova Iorque (2013). Ainda com António Rafael e Miguel Pedro compôs e actuou no musical Chão (2014), um espectáculo de comunidade, com a participação de 70 mulheres de Paredes de Coura, encenado por João Pedro Vaz para o décimo aniversário da companhia de teatro Comédias do Minho.
Concebeu a colectânea de bandas bracarenses À Sombra de Deus tal como o primeiro volume À Sombra de Deus - Braga 88 (em conjunto com Berto Borges e o quarto volume À Sombra de Deus IV - Braga 2012 em conjunto com Miguel Pedro. Em 2002 criou, com António Rafael e Miguel Pedro, a editora independente Cobra, tendo editado vários discos de Mão Morta e de artistas como Anger, Erro!, Houdini Blues, Fat Freddy, Jazz Iguanas, Umpletrue, Mundo Cão ou At Freddy's House.
Teve pequenas participações como actor nos filmes Gel Fatal de António Ferreira e O Dragão de Fumo de José Carlos de Oliveira. Concebeu, com João Onofre, o filme de videoarte S/título (мій голос), exibido no 19.º Festival Internacional de Cinema - Curtas de Vila do Conde. Em 2012 foi objecto do documentário Fado Canibal, realizado por Timóteo Azevedo.
Escreveu textos diversos para jornais e revistas, como a Vértice ou a 365, e foi, de 2000 a 2004, correspondente do jornal Blitz. Teve uma coluna de opinião no semanário O Independente (1999) e manteve uma crónica semanal na rádio Antena 3 (2001-2004), uma crónica quinzenal na revista Vidas do diário Correio da Manhã (2008-2010) e uma crónica quinzenal no semanário Sol (2014-2016). Por convite da rádio Antena 3 foi autor e locutor de uma série de 14 programas de 2 horas sobre música e poesia, emitidos semanalmente entre Setembro e Dezembro de 2016 sob o título Cantigas de Amigo. Tem desde Janeiro de 2011 uma rubrica mensal na revista Domingo do diário Correio da Manhã.
Editou os livros Rock & Roll, Estilhaços, Estilhaços e Cesariny e Todas as Ruas do Mundo. Escreveu o prefácio para uma edição de Os Cantos de Maldoror, do Conde de Lautréamont. Foi autor de uma súmula sobre a história do Parque Nacional da Peneda-Gerês e de um ensaio ecocrítico sobre os romances de Valter Hugo Mãe. Criou com o fotógrafo e artista plástico Fernando Lemos o livro-objecto Desenho Diacrónico, editado no Brasil por ocasião da inauguração da sua exposição retrospectiva Lá e Cá, na Pinacoteca do Estado de São Paulo. Traduziu Heiner Müller (1997) e Vladimir Maiakovski (2006). Coligiu e seleccionou os artigos de imprensa e fez o prefácio para o livro Revista de Imprensa - Os Mão Morta na Narrativa Mediática (1985-2015) (2016) que faz a biografia dos Mão Morta a partir de notícias, criticas de discos e de concertos, reportagens e entrevistas saídas na imprensa portuguesa durante 30 anos.
Foi considerado em 2003, pelo semanário Expresso, uma das 50 personalidades vivas mais importantes da cultura portuguesa. Em 2011, nas Comemorações do Centenário da Universidade de Lisboa, foi um dos 100 ex-alunos convidados para proferir uma palestra no ciclo 100 Lições, a que deu o título Profissão: Diletante. Da Música à Conservação da Natureza.
De 2000 a 2009, e de novo entre 2015 e 2016, integrou o grupo luso-francês Mécanosphère, como vocalista. Participou ainda como vocalista ou letrista em diversos discos e espectáculos de mais de uma dezena de grupos e artistas portugueses e estrangeiros, como Pop Dell'Arte, Clã, Moonspell, WrayGunn, Houdini Blues, Jorge Palma, Pat Kay & The Gajos, Steve Mackay, Mark Stewart ou Hilmar Orn Hilmarsson.

## Vida pessoal
Entre 1979 e 1982, Luxúria Canibal foi casado com Eva Machado, bisneta do antigo Presidente da República Bernardino Machado, com quem teve uma filha, Isabel Sofia, nascida em Braga em Fevereiro de 1980: Isabel Sofia vive em Cork, na Irlanda, desde 2007, onde em Dezembro de 2011 terminou o doutoramento em engenharia alimentar na University College Cork. De 2012 a 2014 Isabel Sofia habitou em Chicago, nos Estados Unidos, onde em Maio de 2014 nasceu Leonardo, o primeiro neto de Adolfo Luxúria Canibal. O segundo neto, Gabriel, nasceu em Cork em Abril de 2016. 
Entre 1993 e 2004 viveu com a cineasta francesa Mariana Otero, com quem teve o segundo filho, Mateus, nascido em Lisboa em Julho de 1997 e desde 1999 a viver em Paris, com a mãe. Actualmente vive com Marta Abreu, antiga baixista dos grupos Voodoo Dolls e Mão Morta e gestora hoteleira, que entre 2007 e 2015 foi proprietária do restaurante japonês Hocho em Braga.
Após terminar o curso de Direito, exerceu advocacia e consultoria jurídica. Na qualidade de especialista em Direito do Ambiente foi orador convidado em diversos congressos e seminários, portugueses e estrangeiros, e professor em cursos de formação, de pós-graduação e de mestrado. Integrou de 1993 a 1999 um Grupo de Peritos Jurídicos da Convenção de Berna, junto ao Conselho da Europa, em Estrasburgo. No final de 1999 foi habitar para Paris, cidade onde praticou diversos misteres, como tradutor, actor de figuração, gerente comercial, jornalista, cronista, voz para telemóveis, estudos de mercado, crítico musical ou gestor liquidatário de sociedades cinematográficas. No final de 2004 regressou a Braga, cidade onde reside e onde se dedica à consultoria jurídica.

### Carreira política
Em 2021, foi eleito vereador autárquico do PS à Câmara de Braga através do candidato socialista Hugo Pires.

## Discografia
- Estilhaços. Transporte de Animais Vivos. Vila Nova de Famalicão: 2006. CD.
- Desenho Diacrónico. Perve. Lisboa: 2011. Catálogo + CD.
- Estilhaços e Cesariny. Assírio & Alvim. Lisboa: 2011. Livro + CD.
- The Wall of Pleasure. Rooster. Nova Iorque: 2013. LP + 3 desenhos de Tiago Estrada.
- Estilhaços Cinemáticos. Cobra. Braga: 2014. CD.

### com Mão Morta
- Mão Morta (K7). Malucos da Pátria. Lisboa: 1987. K7. / NorteSul. Oeiras: 1998. CD. / Garagem. Guimarães: 2016. LP.
- Mão Morta. Ama Romanta. Lisboa: 1988. LP. / NorteSul. Oeiras: 1998. CD. / Cobra. Braga: 2009. CD. / Rastilho. Leiria: 2013. 3xLP. / Rastilho. Leiria: 2018. LP.
- Corações Felpudos. Fungui. Lisboa: 1990. LP. / NorteSul. Oeiras: 1998. CD. / Cobra. Braga: 2009. CD. / Rastilho. Leiria: 2013. 3xLP. / Rastilho. Leiria: 2018. LP.
- O.D., Rainha do Rock & Crawl. Área Total. Guarda: 1991. LP. / NorteSul. Oeiras: 1998. CD. / Cobra. Braga: 2009. CD. / Rastilho. Leiria: 2013. 3xLP.
- Mutantes S.21. Fungui. Lisboa: 1992. LP e CD. / Cobra. Braga: 2009. CD. / Rastilho. Leiria: 2013. LP. / Rastilho. Leiria: 2017. LP. / Cobra. Braga: 2017. CD.
- Vénus em Chamas. BMG. Lisboa: 1994. CD e K7.
- Mão Morta Revisitada. BMG. Lisboa: 1995. CD e K7.
- Müller no Hotel Hessischer Hof. NorteSul. Oeiras: 1997. CD.
- Há Já Muito Tempo que Nesta Latrina o Ar se Tornou Irrespirável. NorteSul. Oeiras:1999. CD.
- Primavera de Destroços. NorteSul. Oeiras: 2001. CD.
- Primavera de Destroços + Ao Vivo na Aula Magna - 8 Maio 2001. Norte Sul. Oeiras: 2002. 2xCD.
- Carícias Malícias. Cobra. Braga: 2003. CD.
- Nus. Cobra. Braga: 2004. CD. / Lux Records. Coimbra: 2004. LP.
- Maldoror. Cobra. Braga: 2008. 2xCD.
- Rituais Transfigurados. Cobra. Braga: 2009. CD+DVD.
- Pesadelo em Peluche[8]. Universal. Lisboa: 2010. CD. / Rastilho. Leiria: 2010. LP.
- Pelo Meu Relógio São Horas de Matar. NorteSul. Oeiras: 2014. CD. / Rastilho. Leiria: 2014. 2xEP.
- Ventos Animais. Cobra/NorteSul/Blitz. Braga/Oeiras: 2014. CD.
- Nós Somos Aqueles Contra Quem Os Nossos Pais Nos Avisaram. Theatro Circo. Braga: 2017. 2xCD / Rastilho. Leiria: 2017. 3xLP.
- No Fim era o Frio[3]

### com Mécanosphère
- Lobo Mau. Número. Lisboa: 2001. CD.
- Mécanosphère. Loop. Lisboa: 2003. CD.
- Bailarina. Independent. Vila Nova de Gaia: 2004. CD.
- Limb Shop. Raging Planet. Lisboa: 2006. CD.
- Scorpio. Raging Planet. Lisboa: 2015. CD.

### com outros artistas
- Pop Dell'Arte. Free Pop. Ama Romanta. Lisboa: 1987. (vocalista no tema "Juramento Sem Bandeira")
- Vários. À Sombra de Deus - Braga 88. Câmara Municipal de Braga. Braga: 1989. (concepção e co-organização da colectânea / letrista no tema "Estranho Prazer", dos Rongwrong)
- Santa Maria, Gasolina Em Teu Ventre. Go West Céline. Autor. Lisboa: 1990. (vocalista no tema "Go West Céline")
- Vários. Realidade Virtual. Fast Forward. Lisboa: 1991. (letrista e vocalista no tema "Introdução ao Ritmo do Camartelo e da Betoneira", dos Humpty Dumpty)
- Golpe de Estado. Golpe de Estado. Polygram. Lisboa: 1992. (letrista e vocalista no tema "Cyber Punk Generation")
- Diva. O Verbo. Sony. Lisboa: 1996. (letrista na totalidade do álbum; letrista e vocalista no tema "E O Verbo Criou a Mulher")
- WrayGunn. Soul Jam. NorteSul. Oeiras: 2001. (letrista e vocalista no tema "Não Vou Perder a Alma")
- Moonspell. Darkness & Hope. Century Media. Dortmund: 2001. (vocalista no tema "Than The Serpents In My Arms")
- Dan Inger. Atlânticoblues. M Label. Paris: 2002. (vocalista no tema "Palco da Vida I")
- Wave Simulator. Europa 2084. Autor. Braga: 2003. (vocalista no tema "Europa 2084")
- Alma Divina. CD EP "Alma Divina". Autor. Vila do Conde: 2003 (vocalista no tema "Belle Chanson")
- Clã. Rosa Carne. EMI. Lisboa: 2004. (letrista nos temas "Lágrima de Moça" e "Crime Passional")
- Pat Kay & The Gajos. Montmartre. Accord'Art. Paris: 2005. (vocalista no tema "Pressure")
- Kubik. Metamorphosia. Zounds. Cascais: 2005. (letrista e vocalista no tema "Era Chegado o Tempo")
- The Ultimate Architects. Soma. Autor. Lisboa: 2005. (vocalista no tema "Nanorealidades")
- Umbigu. Anatomia Electrónica. Skud & Smarty Records. Lisboa: 2005. (vocalista no tema "Cérebro Analógico")
- Fado Morse. Gritar o Fado Revisitado. Divergências. Porto: 2005. (vocalista no tema "Deicídio")
- Clã. Vivo. EMI. Lisboa: 2005. (vocalista no tema "Caubói Solidário")
- Houdini Blues. F de Falso. Cobra. Braga: 2006. (vocalista no tema "Bailare")
- Quinta do Bill. A Hora das Colmeias. Espacial. Odivelas: 2006. (letrista no tema "Lupanar")
- Mundo Cão. Mundo Cão. Som Livre. Cascais: 2007. (letrista na totalidade do álbum)
- Clã. Cintura. EMI. Lisboa: 2007. (letrista no tema "Fábrica de Amores")
- Projecto Fuga. 01. Autor. Lisboa: 2008. (letrista e vocalista no tema "Rainy Trip")
- Denário. Pelo Prazer Descuidado de Estar Vivo. Dirty Fork. Porto: 2008. (vocalista no tema "Carolina e Raquel")
- Mundo Cão. A Geração da Matilha. Cobra. Braga: 2009. (letrista na quase totalidade do álbum)
- Monstro Mau. Lixo. Compact. Maia: 2009. (letrista e vocalista no tema "E Eu Era...")
- Jorge Ferraz Trio. Humanos Abençoados e Outros Contos. Presente. Lisboa: 2010. (vocalista no tema "Mediterrâneo Que Corta (Estação Solar do Drácula)")
- Teratron. As Cobaias. Arthouse. Oeiras: 2010. (criador da história conceptual, letrista de vários temas, da introdução, dos prelúdios e do epílogo e vocalista nos temas "Professor M", "No Botequim das Virgens" e "Zeca Zarolho")
- Amor Electro. Cai o Carmo e a Trindade. Arthouse. Oeiras: 2011. (vocalista no tema "Estrela da Tarde")
- Smix Smox Smux. Os Gloriosos Smix Smox Smux Derrotarão os Exércitos Capitalistas. PAD. Braga: 2011. (vocalista no tema "Sangue")
- Thee Orakle. Smooth Comforts False. Ethereal Sound. Lisboa: 2012. (vocalista no tema "Faraway Embrace")
- Vários. À Sombra de Deus IV - Braga 2012. Capital Europeia da Juventude - Braga 2012. Braga: 2012 (concepção e co-organização da colectânea / letrista no tema "Meu Deus!", dos Mundo Cão)
- Black Bombaim. Titans. Lovers & Lollypops. Porto: 2012. (letrista e vocalista no tema "A - Noel V. Harmonson, Adolfo Luxúria Canibal, Jorge Coelho, Shela")
- Regina Guimarães e Ana Deus. Roupa Anterior. Autor. Porto: 2012. (vocalista no tema "Mau Dia")
- Stereoboy. OPO. Pad. Braga: 2013. (vocalista no tema "Loa ao Porto")
- Mundo Cão. O Jogo do Mundo. Cobra. Braga: 2013. (letrista nos temas "Turbilhão", "Adivinhação Arcana" e "Pó-de-Arroz")
- Rui Rodrigues. Portugal-Velho. Autor. Braga: 2016. (vocalista no tema "Portugal-Velho")
- Pedro e Os Lobos. Este Chão Que Pisamos. Altafonte. Almada: 2016. (vocalista no tema "Somos Pró Que Somos")
- Grandfather's House. Diving. Autor. Braga: 2017. (vocalista no tema "Nah Nah Nah")
- Espírito. Contrário da Escuridão. Nova Ação. Porto: 2018. (letrista e vocalista no tema "Enlouquece Toda a Gente")
- Mundo Cão. Desligado. Sony. Lisboa: 2018. (letrista em metade do álbum)
- Peluche. Figurante. Braga. 2020. (vocalista)

## Filmografia Seleccionada
Entre a sua filmografia encontram-se: 
- 1996 - Gel Fatal, participou como actor nesta curta metragem do realizador António Ferreira [11]
- 1998 - Müller no Hotel Hessischer Hof, documentário de Nuno Tudela [12]
- 1999 - O Dragão de Fumo, participou como actor neste filme realizado por José Carlos de Oliveira [13]
- 2006 - Rockumentário, participou neste documentário realizado por Sandra Castiço sobre a banda BunnyRanch [14]
- 2008 - Lucy, participou como narrador neste filme realizado por Nuno Costa e Cristiano Van Zeller
- 2008 - Maldoror por Mão Morta, gravação de espectáculo da banda ao vivo [15]
- 2010 - Quem é o Pai do Menino Jesus?, participou como actor nesta curta de José Alberto Pinheiro [16]
- 2011 - S/título (мій голос), escreveu o argumento deste video realizado por João Onofre [17]
- 2011 - Meio Metro de Pedra, documentário sobre o rock em Portugal, realizado por  Eduardo Morais [18]
- 2011 - Escama de Peixe - David Ferreira (Actor, Ficção, 2011)
- 2012 - Fado Canibal, documentário sobre ele realizado por Timóteo Azevedo [19]
- 2012 - Estranha Forma de Vida: Uma História da Música Popular Portuguesa, série documental sobre música portuguesa realizada por Jaime Fernandes [20]
- 2012 - O Coveiro, participou nesta curta de  André Gil Mata baseada num conto de cordel tradicional português [21]
- 2012 - o Lobo da Madragoa, participou como narrador nesta curta metragem de Pedro Bastos [22][23]
- 2013 - Um Documentário Bestial, participou como narrador neste documentário sobre as touradas realizado por Nuno Costa [24]
- 2015 - Bastardos: Trajetos do Punk Português (1977-2014), documentário dobre o punk em Portugal, realizado por Andy Bennett, Eduardo Morais e Paula Guerra
- 2015 - A Arte Elétrica em Portugal, série documental realizada por Pedro Clérigo e Leandro Ferreira sobre o Rock em Portugal [25][26]
- 2018 - Bad Investigate, participou como narrador neste filme realizado por Luís Ismael [27]
- 2019 - Ama Romanta: Uma Utopia Que Fazia Discos, documentário de Vasco Bação [28]
- 2019 - Mutantes S.21 - 25 Anos Depois, documentário realizado por João de Sá [29]
- 2019 - Os conselhos da noite, participou como actor neste filme realizado por José Oliveira [30]